# Balds

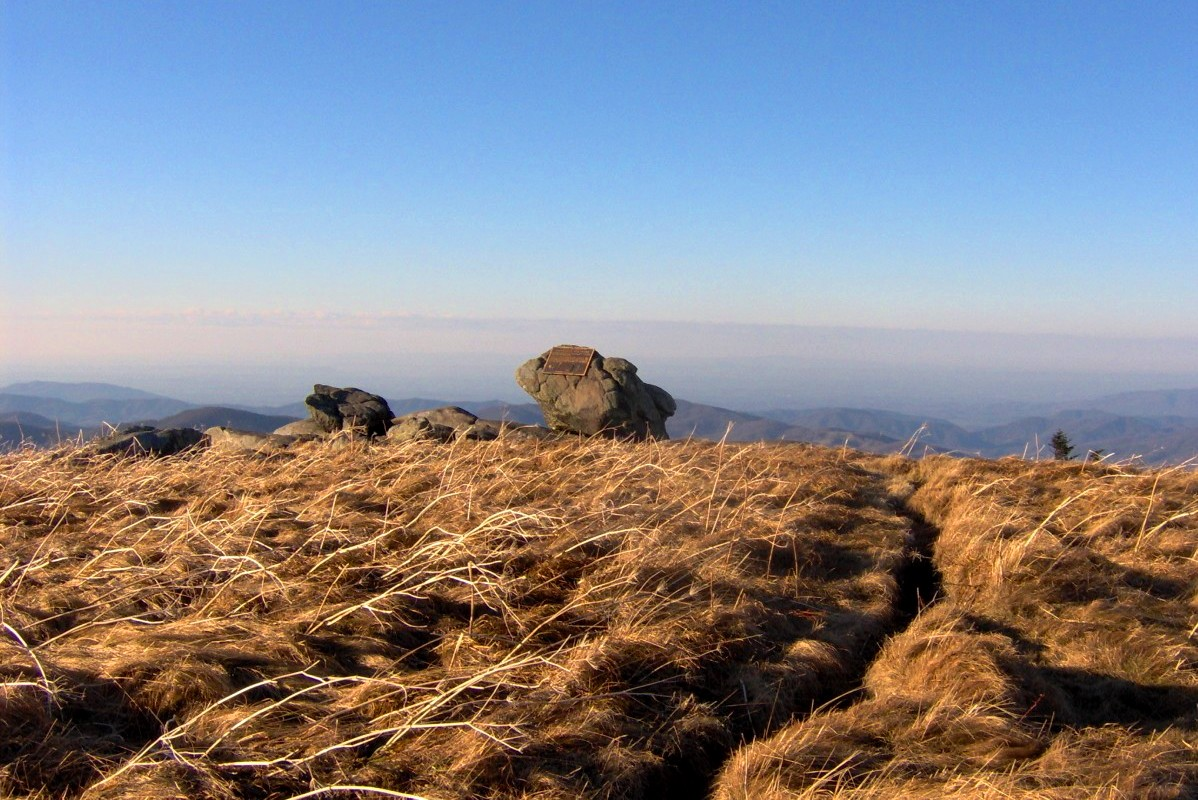
Grassy Ridge Bald na Roan Highlands

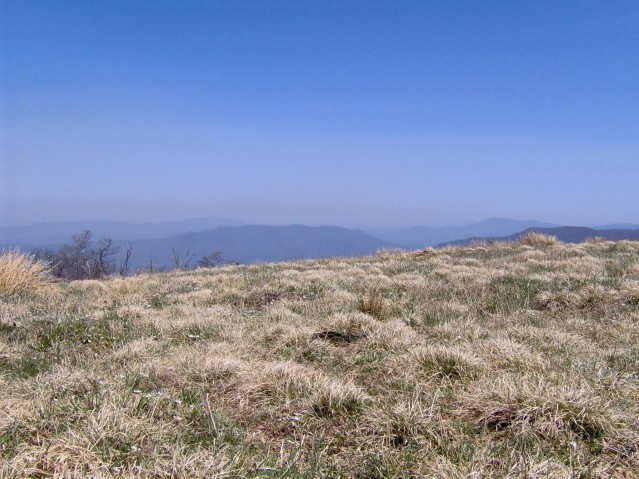
Gregory Bald w Great Smoky Mountains

Balds – rodzaj ekosystemów charakterystyczny dla Appalachów we wschodnich Stanach Zjednoczonych. Składa się na nie niska, krzaczasta lub trawiasta roślinność.
Występowanie balds ograniczone jest do wysokich (powyżej 1500 m n.p.m.) szczytów, grzbietów i górnych stoków w południowym paśmie Blue Ridge od Wirginii na południu po Georgię na północy.

## Typologia
Wyróżnia się dwa typy tych formacji: grassy balds zdominowane przez roślinność trawiastą oraz heath balds lub shrub balds zdominowane przez krzewy lub krzewinki z rodziny wrzosowatych.

### Grassy balds
Obecne są na stosunkowo łagodnych szczytach, tworząc na nich gęste murawy rodzimych traw. Wyróżnia się dwa ich rodzaje: całkowicie porośnięte roślinnością trawiastą oraz te, na których występuje w rozproszeniu piętro roślinności drzewiastej, współwystępującej z warstwą trawiastej roślinności zielnej. Grassy balds są zwykle spotykane na szczytach wzgórz, ale występują także na szerokich górnych partiach zboczy.
W tym typie wegetacji dominują: Danthonia compressa, ciborowate: Carex brunnescens ssp. sphaerostachya, Carex debilis var. rudgei, Carex pensylvanica oraz kwitnące zielne takie jak Sibbaldiopsis tridentata i Hypericum mitchellianum

### Heath balds
Spotykane są zazwyczaj wzdłuż wąskich grani i grzbietów górskich i złożone z gęstych zarośli wiecznie zielonych krzewów. Często występują na glebach silnie przesuszonych lub mocno kwasowych, co utrudniałoby wzrost dużych roślin drzewiastych.
Wśród nich wyróżnić można cztery typy wegetacji:
- Wiecznie zielone zakrzewienia (ang. evergreen shrublands) zdominowane przez różnecznika katawbijskiego (Rhododendron catawbiense).
- Mieszane zakrzewienia (ang. mixed shrublands) różnecznika katawbijskiego, kalmii szerokolistnej (Calmia latifolia), Gaylussacia baccata i innych gatunków.
- Liściaste zakrzewienia (ang. deciduous shrublands) zdominowane przez jarząb amerykański (Sorbus americana), Menziesia pilosa i Vaccinum erythrocarpum.
- Liściaste zarośla zdominowane przez Rubus canadensis.